# Марчена (Севілья)
Марчена (ісп. Marchena) — муніципалітет в Іспанії, у складі автономної спільноти Андалусія, у провінції Севілья. Населення — 19 861 особа (2010).
Муніципалітет розташований на відстані близько 370 км на південний захід від Мадрида, 50 км на схід від Севільї.

## Демографія
Динаміка населення (INE ):